# Diogmites basalis
Diogmites basalis är en tvåvingeart som först beskrevs av Walker 1851.  Diogmites basalis ingår i släktet Diogmites och familjen rovflugor. Inga underarter finns listade i Catalogue of Life.